# Клаус, Макс
Макс Клаус (нем. Max Klauß; род. 27 июля 1947, Хемниц, Германия) — немецкий легкоатлет, специалист по прыжкам в длину и десятиборью. Выступал за сборную ГДР по лёгкой атлетике в 1966—1974 годах, чемпион Европы, победитель и призёр первенств национального значения, участник летних Олимпийских игр в Мюнхене.

## Биография
Макс Клаус родился 27 июля 1947 года в городе Хемниц.
Занимался лёгкой атлетикой в спортивных клубах «Карл-Маркс-Штадт» и «Айнхайт Дрезден».
Впервые заявил о себе на взрослом международном уровне в сезоне 1966 года, когда вошёл в основной состав восточногерманской национальной сборной и выступил на чемпионате Европы в Будапеште — в программе десятиборья набрал 7280 очков и занял итоговое четвёртое место. Также в этом сезоне побывал на Европейских юниорских легкоатлетических играх в Одессе, откуда привёз награду золотого достоинства, выигранную в прыжках в длину.
В 1969 году в прыжках в длину стал шестым на чемпионате Европы в Афинах.
На чемпионате Европы 1971 года в Хельсинки с результатом 7,92 метра превзошёл всех своих соперников и завоевал золотую медаль. За это выдающееся достижение по итогам сезона был награждён орденом «За заслуги перед Отечеством» в бронзе.
В 1972 году одержал победу на чемпионате Европы в помещении в Гренобле. Благодаря череде удачных выступлений удостоился права защищать честь страны на летних Олимпийских играх в Мюнхене — в зачёте прыжков в длину показал результат в 7,96	метра, став в финале шестым.
После мюнхенской Олимпиады Клаус ещё в течение некоторого времени оставался в составе легкоатлетической команды ГДР и продолжал принимать участие в крупнейших международных стартах. Так, в 1973 году в прыжках в длину он стал серебряным призёром на чемпионате Европы в помещении в Роттердаме и занял третье место в личном зачёте на Кубке Европы в Эдинбурге.
В 1974 году взял бронзу на чемпионате Европы в помещении в Гётеборге, тогда как на чемпионате Европы в Риме был седьмым.